# Homo erectus
Homo erectus é uma espécie extinta de hominínio que evoluiu na África e viveu há entre 1,8 milhões de anos e 100-200 mil anos (Pleistoceno inferior e médio). seus espécimes estão entre os primeiros membros reconhecíveis do gênero Homo. H. erectus foi o primeiro ancestral humano a se espalhar pela Eurásia, com uma distribuição continental que se estende da Península Ibérica até a ilha de Java, na Indonésia. É provável que as populações africanas de H. erectus sejam os ancestrais de várias espécies humanas, como H. heidelbergensis e H. antecessor, sendo o primeiro geralmente considerado o ancestral dos neandertais e denisovanos, e às vezes também dos humanos modernos. Populações asiáticas de H. erectus podem ser ancestrais de H. floresiensis  e possivelmente de H. luzonensis. Como uma cronoespécie, a época do desaparecimento do H. erectus é motivo de controvérsia. Existem também várias subespécies propostas com vários níveis de reconhecimento. A última população conhecida de H. erectus é H. e. soloensis de Java, por volta de 117.000–108.000 anos atrás.
H. erectus tinha uma maneira de andar e proporções corporais semelhantes às humanas, e foi a primeira espécie humana a exibir uma face plana, nariz proeminente e, possivelmente, cobertura escassa de pêlos no corpo. Embora o tamanho do cérebro certamente exceda o das espécies ancestrais, a capacidade variava amplamente, dependendo da população. Em populações mais velhas, o desenvolvimento do cérebro parecia ser interrompido cedo na infância, sugerindo que a prole era amplamente autossuficiente ao nascer, limitando assim o desenvolvimento cognitivo ao longo da vida. No entanto, as instalações geralmente mostram o consumo de animais de médio a grande porte, como bovinos ou elefantes, e sugerem o desenvolvimento de comportamento predatório e caça coordenada. H. erectus está associado com a indústria acheuliana de ferramentas de pedra, e postula-se que foi o ancestral humano mais antigo capaz de usar fogo, caçar e coletar em grupos coordenados, cuidar de membros do grupo feridos ou doentes e, possivelmente, navegação e arte (embora sejam exemplos da arte são controversos e, de resto, rudimentares e poucos e distantes entre si).
Homens e mulheres de H. erectus podem ter aproximadamente o mesmo tamanho entre si (isto é, exibiram dimorfismo sexual reduzido) como os humanos modernos, o que poderia indicar monogamia em linha com as tendências gerais exibidas em primatas. O tamanho, no entanto, variou amplamente de 146-185 cm de altura e 40-68 kg de peso. Não está claro se H. erectus era anatomicamente capaz de falar, embora seja postulado que eles se comunicaram usando alguma protolinguagem.

## Descoberta
Os primeiros fósseis, foram descritos pelo anatomista holandês Eugène Dubois em 1893, que começou a procurar o "elo perdido" entre macacos e humanos no sudeste da Ásia, porque ele acreditava que os gibões eram os parentes vivos mais próximos dos humanos, de acordo com com a hipótese "Fora da Ásia". H. erectus foi o primeiro hominídeo fóssil encontrado como resultado de uma expedição dirigida.
Escavado na margem do rio Solo em Trinil, Java Oriental, ele primeiro alocou o material a um gênero de fóssil de chimpanzés como Anthropopithecus erectus e, no ano seguinte, atribuiu-o a um novo gênero como Pithecanthropus erectus (o nome do gênero foi cunhado por Ernst Haeckel em 1868 para a ligação hipotética entre humanos e macacos fósseis). O nome da espécie erectus foi dado porque o fêmur sugeria que o Homem de Java era bípede e andava ereto. No entanto, poucos cientistas o reconheceram como um "elo perdido" e, consequentemente, a descoberta de Dubois foi amplamente desconsiderada.
Em 1921, dois dentes de Zhoukoudian, China, descobertos por Johan Gunnar Andersson, despertaram grande interesse. Ao descrever os dentes, Davidson Black nomeou-o como uma nova espécie de Sinanthropus pekinensis do grego antigo Σίνα sino- "China" e do latim pekinensis "de Pequim". Escavações subsequentes descobriram cerca de 200 fósseis humanos de mais de 40 indivíduos, incluindo cinco calotas cranianas quase completas. Franz Weidenreich forneceu grande parte da descrição detalhada deste material em várias monografias publicadas na revista Palaeontologica Sinica (Série D). Quase todos os espécimes originais foram perdidos durante a Segunda Guerra Mundial durante uma tentativa de contrabando para fora da China. No entanto, os moldes foram feitos por Weidenreich e residem no Museu Americano de História Natural na cidade de Nova York e no Instituto de Paleontologia e Paleoantropologia de Vertebrados em Pequim.
Semelhanças entre o Homem de Java e o Homem de Pequim levaram Ernst Mayr a renomear ambos como Homo erectus em 1950. Durante grande parte do século XX, antropólogos debateram o papel do H. erectus na evolução humana. No início do século, devido em parte às descobertas em Java e Zhoukoudian, a crença de que os humanos modernos evoluíram pela primeira vez na Ásia foi amplamente aceita. Alguns naturalistas - Charles Darwin, o mais proeminente entre eles - teorizaram que os primeiros ancestrais dos humanos eram africanos. Darwin apontou que chimpanzés e gorilas, parentes mais próximos dos humanos, evoluíram e existem apenas na África.

## Evolução
Foi proposto que o H. erectus evoluiu do H. habilis cerca de 2 Ma, embora isso tenha sido questionado porque eles coexistiram por pelo menos meio milhão de anos. Alternativamente, um grupo de H. habilis pode ter sido isolado reprodutivamente, e apenas este grupo se desenvolveu em H. erectus (cladogênese).Como os primeiros vestígios de H. erectus são encontrados na África e no Leste Asiático (na China já em 2,1 Ma, na África do Sul 2,04 Ma), é debatido onde o H. erectus evoluiu. Um estudo de 2011 sugeriu que foi o H. habilis que chegou à Ásia Ocidental vindo da África, que o H. erectus inicial se desenvolveu lá e que o H. erectus inicial teria então se dispersado da Ásia Ocidental para a Ásia Oriental (Homem de Pequim), Sudeste Asiático (Homem de Java), de volta à África (Homo ergaster) e à Europa (Homem de Tautavel), eventualmente evoluindo para humanos modernos na África. Outros sugeriram que H. erectus / H. ergaster desenvolvido na África, onde eventualmente evoluiu para humanos modernos.

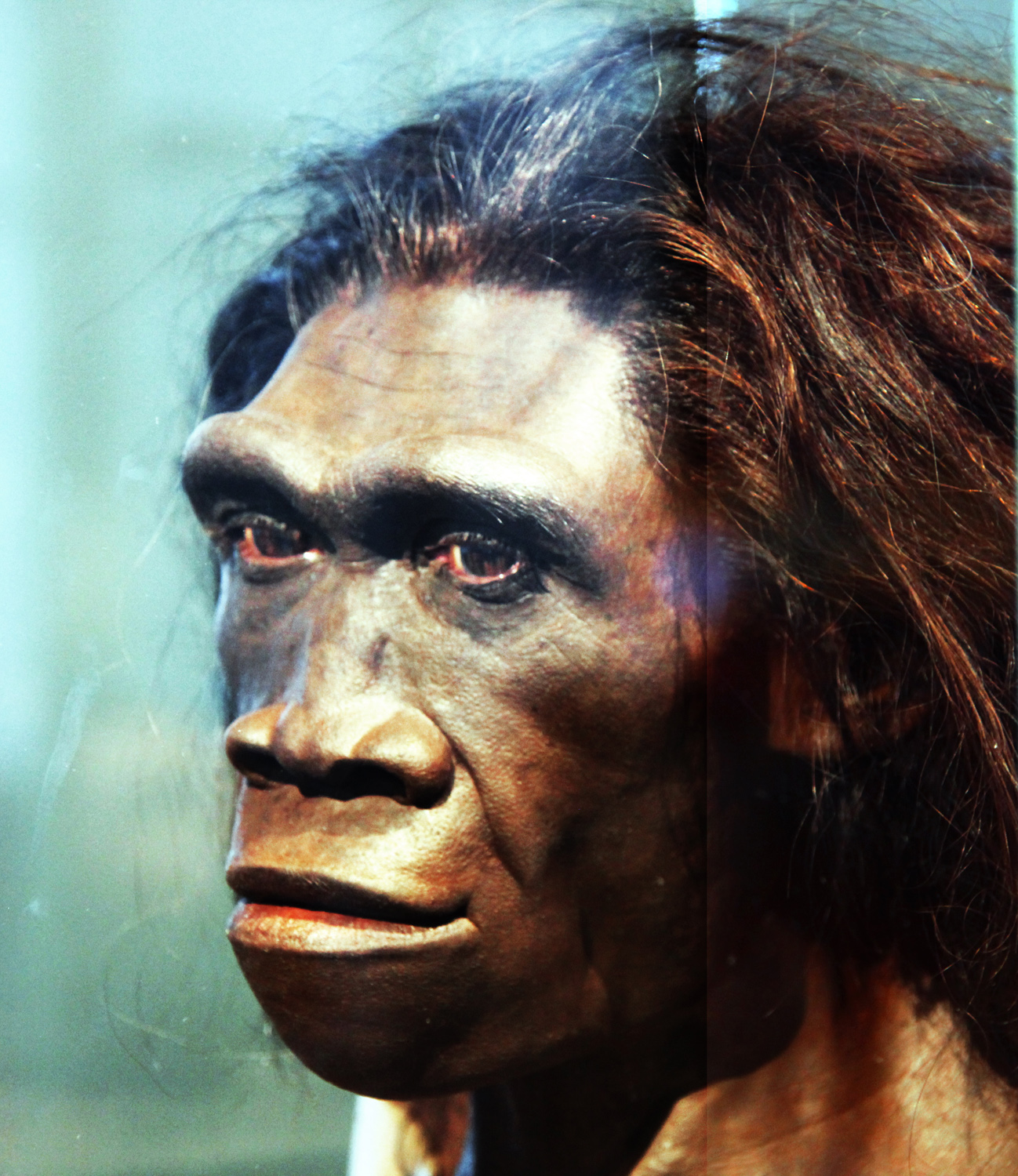
Reconstrução da face de H. erectus por John Gurche; fotografado por Tim Evanson

O H. erectus atingiu Sangiran, Java, por volta de 1,6 Ma, e uma segunda e distinta onda de H. erectus colonizou Zhoukoudian, China, cerca de 780 mil anos. Os primeiros dentes de Sangiran são maiores e mais semelhantes aos do H. erectus ocidental basal (ancestral) e ao H. habilis do que aos do H. erectus Zhoukoudian derivado. No entanto, os dentes Sangiran posteriores parecem reduzir de tamanho, o que pode indicar um evento de colonização secundária de Java pelo Zhoukoudian ou alguma população intimamente relacionada.

### Subespécies
- Homo erectus erectus (Homem de Java, 1.6–0.5 Ma)
- Homo erectus ergaster (1.9–1.4 Ma)
- Homo erectus georgicus (1.8–1.6 Ma)
- Homo erectus lantianensis (Homem Latino, 1.6 Ma)
- Homo erectus nankinensis (Homem de Nanjing, 0.6 Ma)
- Homo erectus pekinensis (Homem de Pequim, 0.7 Ma)
- Homo erectus soloensis (Homem de Solo, 0.546–0.143 Ma)
- Homo erectus tautavelensis (Homem de Tautavel, 0.45 Ma)
- Homo erectus yuanmouensis (Homem de Yuanmou)

O "Homem de Wushan" foi proposto como Homo erectus wushanensis, mas agora acredita-se que seja baseado em fragmentos fossilizados de um macaco não hominídeo extinto. Desde sua descoberta em 1893 (homem de Java), tem havido uma tendência na paleoantropologia de reduzir o número de espécies propostas de Homo, a ponto de H. erectus incluir todas as formas iniciais (Paleolítico inferior) de Homo suficientemente derivadas de H. habilis e distinto do H. heidelbergensis inicial (na África também conhecido como H. rhodesiensis). Às vezes, é considerada uma espécie polimorfa de ampla distribuição.
Devido a uma ampla gama de variação, foi sugerido que os antigos H. rudolfensis e H. habilis deveriam ser considerados as primeiras variações de H. erectus. O primitivo H. e. georgicus de Dmanisi, Geórgia, tem a menor capacidade cerebral de qualquer hominíneo conhecido do Pleistoceno (cerca de 600 cm3), e sua inclusão na espécie expandiria muito a gama de variações de H. erectus para talvez incluir espécies como H. rudolfensis, H. gautengensis , H. ergaster e talvez H. habilis. No entanto, um estudo de 2015 sugeriu que H. georgicus representa uma espécie anterior e mais primitiva de Homo derivada de uma dispersão mais antiga de hominíneos da África, com H. ergaster / erectus possivelmente derivando de uma dispersão posterior. H. georgicus às vezes nem é considerado H. erectus.
É debatido se o africano H. e. ergaster é uma espécie separada (e que H. erectus evoluiu na Ásia, depois migrou para a África),  ou é a forma africana (sensu lato) de H. erectus (sensu stricto). Posteriormente, H. ergaster também foi sugerido para representar o ancestral imediato do H. erectus. Além disso, foi sugerido que H. ergaster em vez de H. erectus, ou algum híbrido entre os dois, foi o ancestral imediato de outros humanos arcaicos e humanos modernos. Foi proposto que o H. erectus asiático tem várias características únicas de populações não asiáticas (autapomorfias), mas não há um consenso claro sobre quais são essas características ou se elas são de fato limitadas apenas à Ásia. Com base em supostas características derivadas, o 120 mil anos Javan H. e. foi proposto que soloensis se especiasse de H. erectus, como H. soloensis, mas isso foi questionado porque a maioria das características cranianas básicas são mantidas. Em um sentido mais amplo, H. erectus foi substituído por H. heidelbergensis por cerca de 300 mil anos atrás, com possível sobrevivência tardia de H. erectus soloensis em Java em cerca de 117-108 mil anos.

### Descendentes e sinônimos
A espécie Homo erectus foi a espécie do gênero Homo que por mais tempo existiu, tendo sobrevivido por quase 2 milhões de anos. Em contraste, os Homo sapiens surgiram por volta de 300 mil anos atrás, um terço do tempo que os Homo erectus habitaram a Terra.
Considerando muitos humanos arcaicos, não há um consenso definitivo se devem ser classificados com subespécies de H. erectus ou de H. sapiens ou espécies distintas.
Candidatos africanos a Homo erectus:
- Homo ergaster ("H. erectus africano")
- Homo naledi (ou H. e. naledi)

Candidatos da Eurásia a Homo erectus:
- Homo antecessor (ou H. e. antecessor)
- Homo heidelbergensis (ou H. e. heidelbergensis)
- Homo cepranensis (ou H. e. cepranensis)
- Homo floresiensis[39]

Candidatos a Homo sapiens:
- Homo neanderthalensis (ou H. s. neanderthalensis)
- Homo denisova (ou H. s. denisova ou Homo sp. Altai, e Homo sapiens subsp. Denisova)
- Homo rhodesiensis (ou H. s. rhodensis)
- Homo heidelbergensis (ou H. s. heidelbergensis)
- Homo sapiens idaltu
- O fóssil de Narmada, descoberto em 1982 em Madhya Pradesh, Índia, foi inicialmente sugerido como H. erectus (Homo erectus narmadensis), mas posteriormente reconhecido como H. sapiens.[40]

Meganthropus, baseado em fósseis encontrados em Java, datado entre 1,4 e 0,9 Ma, foram provisoriamente agrupados como H. erectus em contraste com as interpretações anteriores dele como uma espécie gigante de humanos primitivos embora a literatura mais antiga tenha colocado os fósseis totalmente fora do gênero Homo. No entanto, Zanolli et al. (2019) julgou que Meganthropus é um gênero distinto de macacos extintos.

## Anatomia

### Cabeça
Homo erectus possuía uma face mais plana quando comparada aos primeiros hominínios; sobrancelhas arqueadas pronunciadas; e um crânio menor e achatado. A presença de quilhas sagitais, frontais e coronais, que são pequenas cristas que correm ao longo das linhas de sutura, foi proposta como evidência de espessamento significativo do crânio, especificamente da abóbada craniana. Análises de varredura de CT revelaram que esse não era o caso. No entanto, a parte escamosa do osso occipital, particularmente a crista occipital interna, na parte posterior do crânio é notavelmente mais espessa do que a dos homens modernos, provavelmente uma característica mais basal (ancestral). Os registros fósseis indicam que H. erectus foi a primeira espécie humana a ter um nariz proeminente, que geralmente se diz ser uma característica que evoluiu em resposta à respiração de ar seco para reter a umidade. A psicóloga americana Lucia Jacobs formulou a hipótese de que o nariz proeminente na verdade permitiria distinguir a direção da origem dos diferentes cheiros (estéreo olfato) para facilitar a navegação e a migração de longa distância.

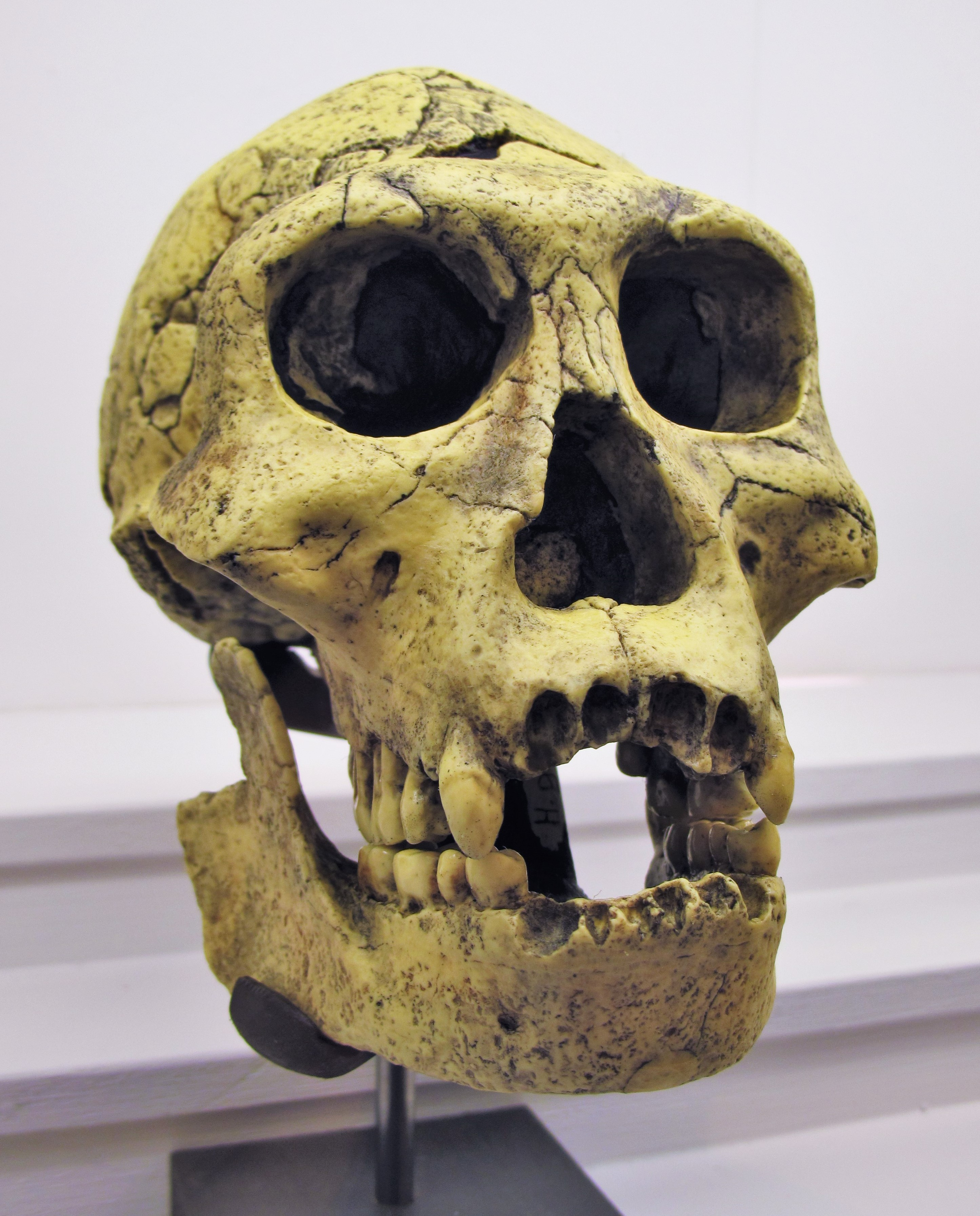
Cópia do Crânio de Dmanisi 3 (fósseis de crânio D2700 e mandíbula D2735, dois dos vários encontrados em Dmanisi na Geórgia)

O tamanho médio do cérebro de H. erectus asiáticos é por volta de 1.000 cm³. No entanto, espécimes significativamente menores foram encontradas em Dmanisi, Geórgia (H. e. georgicus); Koobi Fora e Olorgesailie, Quénia; e possivelmente Gona, Etiópia. No geral, o tamanho do cérebro de H. erectus varia de 546 a 1.251 cm³, que é maior do que a faixa de variação observada em humanos modernos e chimpanzés, mas menor do que a faixa de variação observada em gorilas.
Odontologicamente, H. erectus tem o esmalte mais fino que qualquer hominínio do plioceno e pleistoceno. O esmalte evita que o dente se quebre com alimentos duros, mas impede o corte dos alimentos resistentes. Os corpos das mandíbulas de H. erectus, e dos primeiros Homo, são mais grossos do que os de humanos modernos e todos os símios vivos. O corpo da mandíbula resiste à torção da força da mordida ou da mastigação, isso significa que suas mandíbulas produzem um desgaste incomum durante a alimentação, mas as aplicações práticas disso permanecem incertas. Apesar disso, os corpos mandibulares dos H. erectus são um pouco mais delgados do que os de Homo primitivos. Os pré-molares e molares também apresentam maior frequência de fossas que H. habilis, sugerindo que H. erectus comiam alimentos mais quebradiços (que causam corrosão). Tudo isso indica que a boca dos H. erectus era menos capaz de destroçar alimentos mais duros e mais capazes de cortar esses alimentos, reduzindo a quantidade de alimentos que poderiam processar, talvez em resposta ao uso predominante de ferramentas.

### Corpo

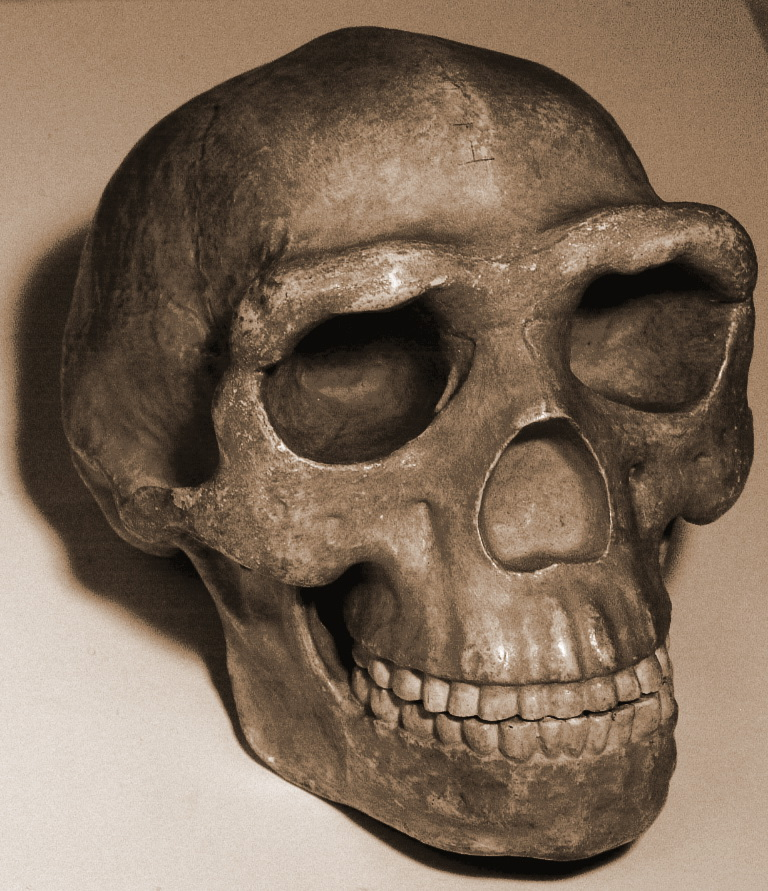
Crânio de H. e. pekinensis mostrando uma face plana, sobrancelhas arqueadas pronunciadas, e a quilha sagital

Assim como humanos modernos, os H. erectus variavam amplamente em tamanho, abrangendo 146 a 185 cm de altura e 40 a 68 kg de peso, provavelmente devido a diferenças regionais, de clima, taxas de mortalidade e nutrição. Semelhante aos humanos modernos e diferente dos grandes símios, não parece que havia uma grande diferença de tamanho entre homens e mulheres (dimorfismo sexual de tamanho específico), embora não haja dados fósseis suficientes a respeito disso. O tamanho do cérebro de dois adultos de Koobi Fora mediam 848 e 804 cm³, o que poderia indicar dimorfismo sexual, embora o sexo fosse indeterminado. Se H. erectus não exibisse dimorfismo sexual, então é possível que fossem os primeiros humanos da linhagem sem o dimorfismo, embora o registro fóssil de espécies anteriores torne isso obscuro. Se exibissem o dimorfismo, então aparentemente houve um aumento substancial e repentino no tamanho das fêmeas.

Os H. erectus tinham aproximadamente as mesmas proporções de membros que os humanos modernos, implicando uma locomoção semelhante à humana. Rastros de H. erectus próximos a Ileret, Quénia, também indicam uma marcha semelhante à humana. Um ombro humanóide sugere uma habilidade para arremessos em alta velocidade. Antigamente, pensava-se que o menino de Turkana tinha 6 vértebras lombares ao invés das 5 encontradas nos humanos modernos e 11 ao invés de 12 vértebras torácicas, mas isso foi revisado, e agora considera-se que a espécime exibia uma curvatura humanóide da espinha (lordose) e o mesmo número das respectivas vértebras.

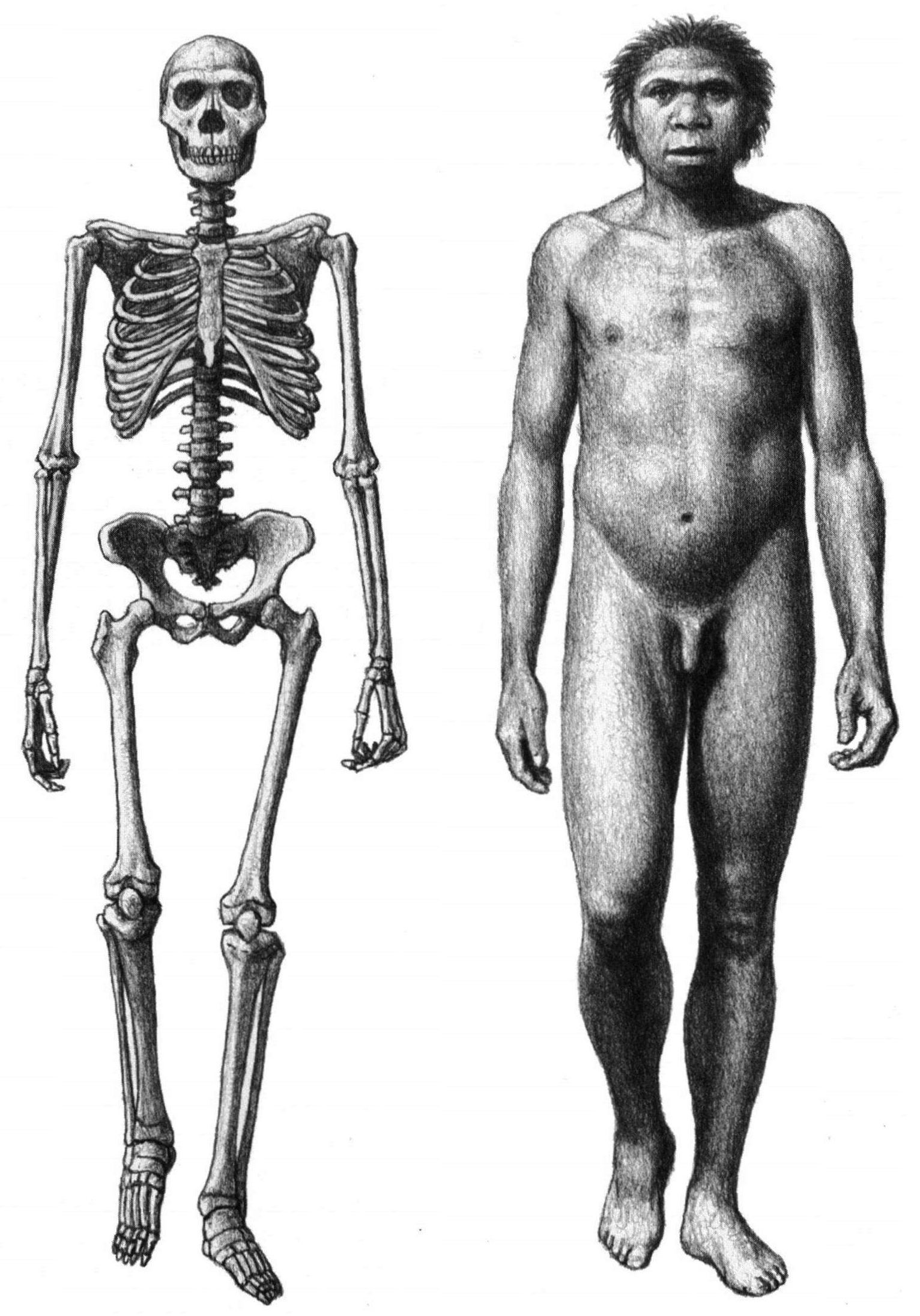
Esqueleto e reconstrução do menino de Turkana por Maurício Antón

Não está claro quando os ancestrais humanos perderam a maior parte dos pêlos do corpo. Análises genéticas sugerem que alta atividade do receptor de melanocortina 1, que produziria pele escura, data de aproximadamente 1,2 Ma. Isso poderia indicar a data da evolução da falta de pêlos, já que a falta de pêlos do corpo poderia deixar a pele exposta à radiação ultravioleta. É possível que a pele exposta só se tornou mal-adaptada no Pleistoceno, porque a inclinação crescente da Terra (que também causou as eras glaciais) teria aumentado o bombardeio de radiação solar - o que sugere que que a falta de pêlo emerge primeiro nos australopithecines. No entanto, australopithecines parecem ter vivido em altitudes muito mais elevadas e frias - tipicamente 1.000 - 1.600 m, onde a temperatura noturna pode cair para 10 ou 5º C - portanto, essas condições poderiam exigir pêlos para que o corpo permanecesse aquecido, ao contrário dos primeiros Homo que habitavam altitudes mais baixas e quentes. Populações de latitudes mais altas potencialmente desenvolveram uma pele mais clara para prevenir a deficiência de vitamina D. Um espécime de H. erectus de 500-300 ka da Turquia foi diagnosticado com o primeiro caso conhecido de meningite tuberculosa, que é tipicamente exacerbada em pessoas de pele escura que vivem em latitudes mais altas devido à deficiência de vitamina D. Acredita-se que a ausência de pêlos geralmente facilitou a sudorese, mas a redução da carga parasitária e da seleção sexual também foram propostas.

### Metabolismo
A espécime denominada de criança de Mojokerto de 1,8 Ma encontrada em Java, que morreu com cerca de 1 ano de idade, apresentou 72-84% do tamanho médio de um cérebro adulto, que é mais semelhante ao rápido crescimento cerebral dos grandes símios do que a velocidade com que ocorre o crescimento cerebral em humanos modernos. Isso indica que os H. erectus provavelmente não eram cognitivamente comparáveis aos humanos modernos, e que o desenvolvimento altricial secundário - uma infância estendida e um longo período de dependência devido a grande quantidade de tempo para a maturação do cérebro - evoluíram muito mais tarde na evolução humana, talvez no humano moderno/Neandertal último ancestral comum. Anteriormente, acreditava-se que, baseado na estreita pélvis do menino de Turkana, H. erectus só poderia dar a luz com segurança a um bebê com um volume cerebral com cerca de 230 cm3, equivalente a uma taxa de crescimento cerebral semelhante à dos humanos modernos para atingir o tamanho médio do cérebro adulto de 600-1.067 cm3. No entanto, a pélvis de uma fêmea de 1,8 Ma encontrada em Gona, Etiópia, demonstrou que os bebês dos H. erectus com um volume cerebral de 310 cm3 poderiam ter nascido com segurança, o que representa 34-36% do tamanho cerebral de adultos, comparado aos 40% em chimpanzés e 28% em humanos modernos. Isso se alinha mais às conclusões delineadas pelo estudo da criança de Mojokerto. Uma taxa de desenvolvimento mais rápida poderia indicar uma expectativa de vida mais baixa.

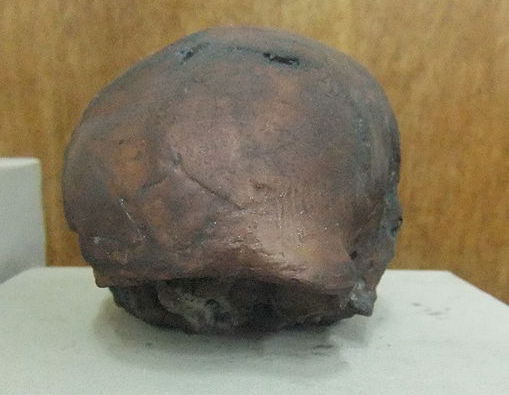
Vista frontal do crânio infantil de Mojokerto

Baseado nos pesos médios de 63 kg para homens e 52,3 kg para as mulheres, o Gasto Energético Total (GET) - a quantidade de calorias consumidas em um dia - foi estimado em cerca de 2271,8 e 1909,5 kcal, respectivamente. Essas estimativas são similares às encontradas nos primeiros Homo, apesar de um aumento acentuado na atividade e na capacidade migratória, provavelmente porque as pernas alongadas dos H. erectus eram mais energeticamente eficientes em movimentos de longas-distâncias. Não obstante, a estimativa para mulheres H. erectus era 84% maior que para mulheres Australopithecus, possivelmente devido ao aumento do tamanho corporal e diminuição da taxa de crescimento. Um estudo de 2011, assumindo alto gasto energético e necessidade alta de gorduras na dieta baseado na abundância de grandes animais de caça nos locais de H. erectus, calculou um GET de 2.700-3.400 kcal dos quais 27%-44% derivados de gordura, e 44-62% da gordura de origem animal. Em comparação, humanos modernos com um nível de atividade similar tem um Gasto Energético Diário (GED) de 2.450 calorias, dos quais 33% derivam de gordura, e 49% da gordura animal.

### Espessura dos ossos
O osso cortical (a camada externa do osso) é extraordinariamente espesso, particularmente nas populações do Leste Asiático. A calota craniana tem sido freqüentemente confundida com fósseis de carapaças de tartaruga, e o canal medular nos ossos longos (onde a medula óssea é armazenada, nos membros) é extremamente estreito (estenose medular). Este grau de espessamento é geralmente exibido em animais semi-aquáticos que usavam seus ossos pesados (paquiosteoscleróticos) como lastro para ajudá-los a afundar, induzido pelo hipotiroidismo. Os espécimes masculinos têm osso cortical mais espesso do que as mulheres.
Não é claro a que função esse espessamento poderia ter servido. Todos os indutores patológicos deixariam cicatrizes ou algum outro indicador normalmente não exibido no H. erectus. Antes dos esqueletos mais completos serem descobertos, Weidenreich sugeriu que o H. erectus era uma espécie gigante, e os ossos eram engrossados para suportar o peso enorme. Foi levantada a hipótese de que a atividade física intensa poderia ter induzido o espessamento ósseo, mas em 1970, o biólogo humano Stanley Marion Garn demonstrou que há uma baixa correlação entre os dois, pelo menos em humanos modernos. Garn, em vez disso, observou que diferentes raças têm diferentes espessuras ósseas corticais médias, e concluiu que é mais genético do que ambiental.

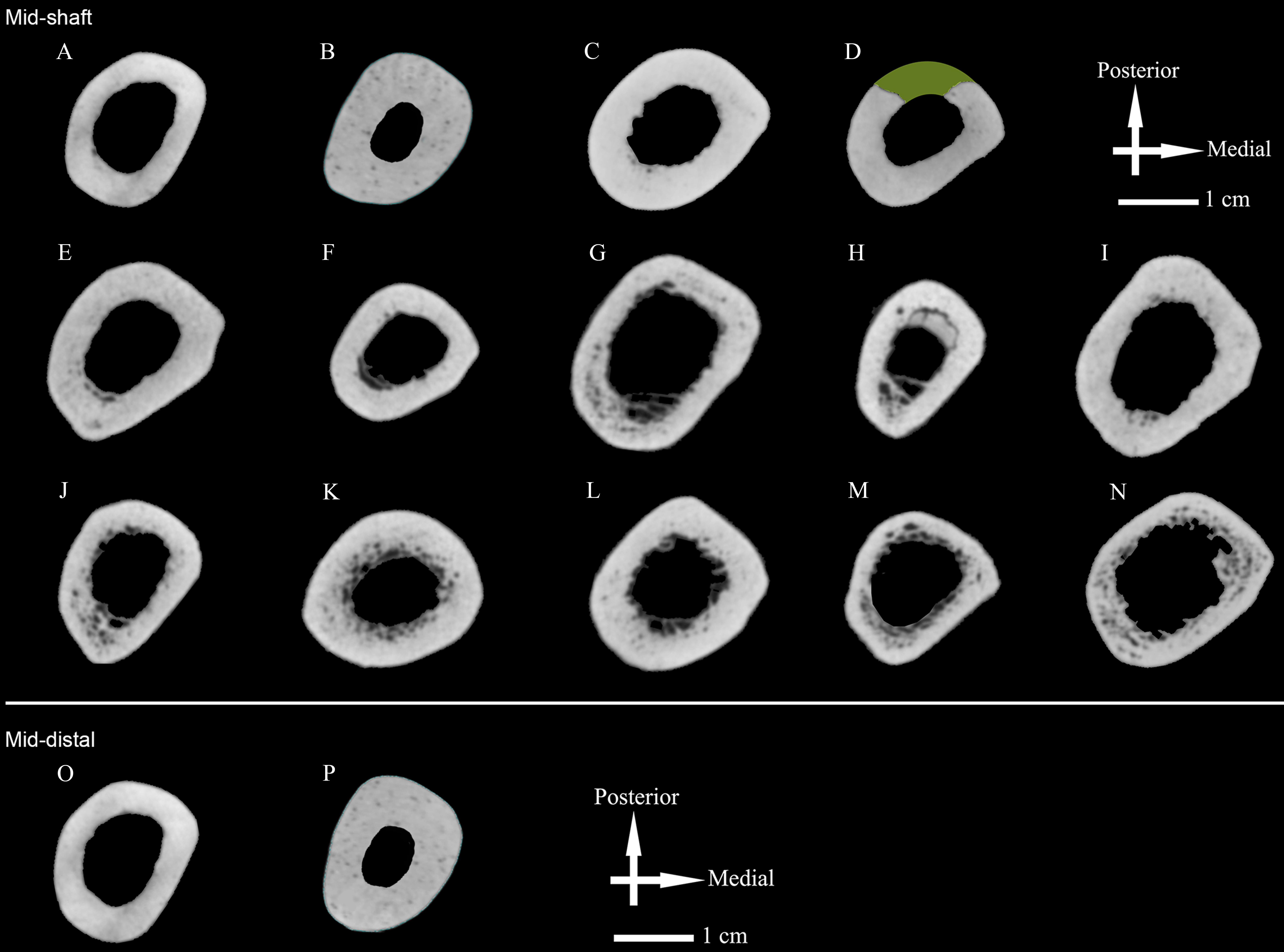
Cortes transversais do úmero de um H. erectus chinês mostrando os ossos corticais bem espessados

Não está claro se a condição é causada por aumento da deposição óssea (formação óssea) ou diminuição da reabsorção óssea, mas Garn observou que a estenose é bastante semelhante à condição congênita em humanos modernos induzida pela hiper-deposição. Em 1985, a antropóloga biológica Gail Kennedy defendeu a reabsorção como resultado do hiperparatiroidismo causado pela hipocalcemia (deficiência de cálcio), uma consequência de uma mudança na dieta para carne com baixo teor de cálcio. Kennedy não conseguiu explicar por que o metabolismo do cálcio do H. erectus nunca se ajustou.
Em 2004, Noel Boaz e Russel Ciochon sugeriram que era resultado de uma prática cultural, em que H. erectus lutava entre si com punhos, pedras ou porretes para resolver disputas ou batalha por parceiros, já que o crânio é reforçado em áreas-chave. A mandíbula é bastante robusta, capaz de absorver golpes pesados; a sobrancelha bem arqueada e pesada protege os olhos e faz a transição para uma barra que cobre as orelhas, conectando-se por toda a parte de trás do crânio, o que significa que os golpes em qualquer uma dessas regiões podem ser dissipados de maneira eficaz pelo crânio; e a a quilha sagital protege a parte superior da caixa craniana. Muitas calotas cranianas apresentam fraturas geralmente debilitantes, como o crânio X do Homem de Pequim, mas podem mostrar sinais de sobrevivência e cura. O antropólogo Peter Brown sugeriu uma razão semelhante para o espessamento incomum do crânio aborígene australiano moderno, resultado de um ritual popular nas tribos do centro e sudeste da Austrália, onde os adversários atacavam uns aos outros com waddies (gravetos) até o nocaute.

## Cultura

### Estrutura social

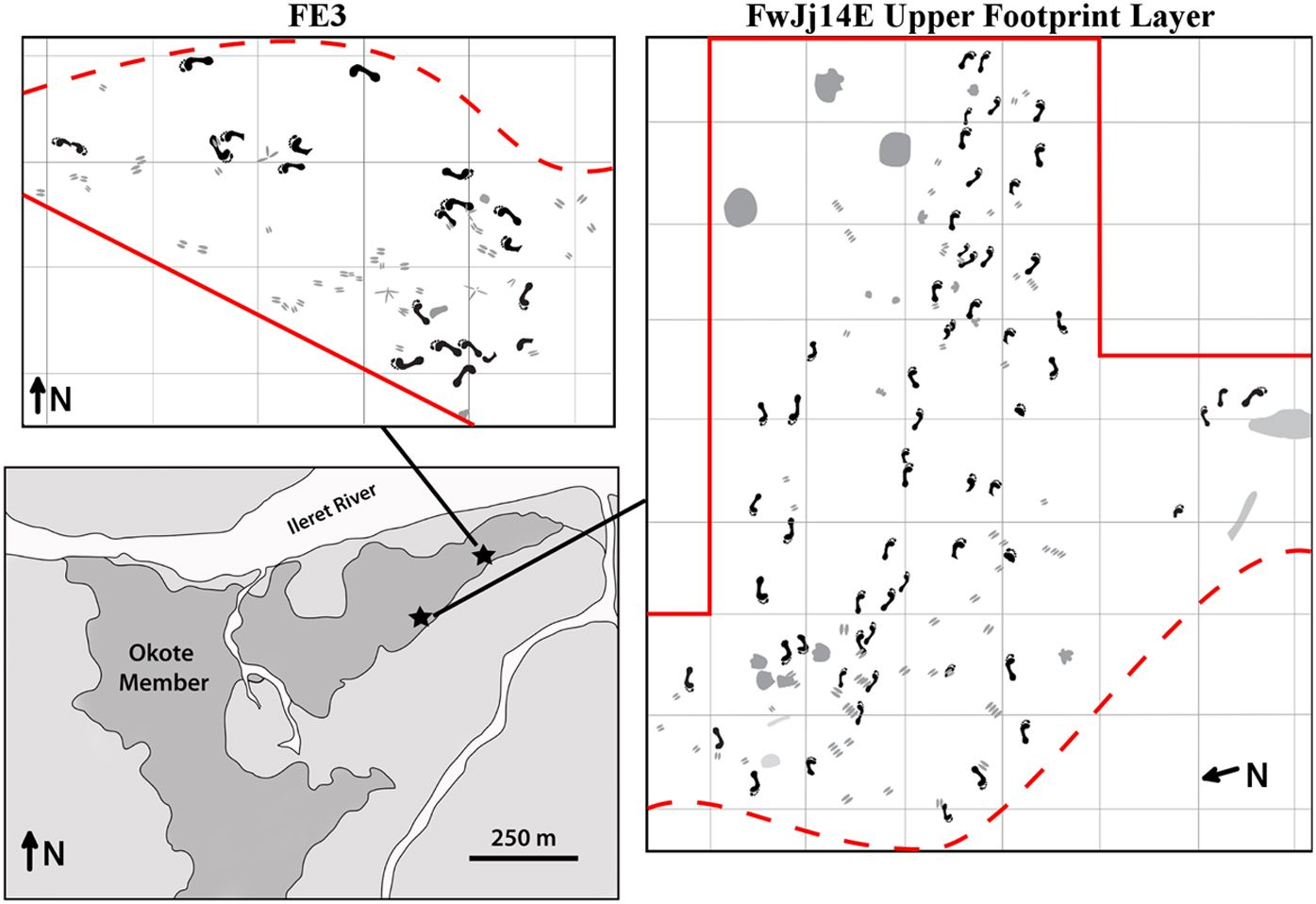
Diagrama de rastros fósseis de 2 locais perto de Ileret, Quênia

A única evidência fóssil a respeito da composição de grupos de H. erectus vem de quatro lugares fora da cidade de Ileret, no Kenya, onde noventa e sete pegadas feitas há 1.5 Ma foram deixadas, provavelmente, por um grupo de pelo menos vinte indivíduos. Baseado no tamanho das pegas, os pesquisadores inferem que uma das trilhas podem ter sido deixadas por um grupo composto exclusivamente por homens, o que poderia indicar que eles fossem algum tipo de grupo especializado para cumprir uma determinada tarefa, como um grupo de caça, por exemplo, ou de patrulha. Se confirmada, essa informação poderia indicar uma divisão de trabalho baseada em gênero, o que distingue sociedades humanas daquelas de outros grandes primatas e outros mamíferos sociais. Em sociedades caçadoras-coletoras modernas, que tinham presas grandes como alvo, normalmente, grupos masculinos eram enviados para trazer esses animais e, por conta do pouco sucesso dessas caças, os grupos de fêmeas focavam em comidas mais previsíveis. Baseado no comportamento e na composição de grupos de chimpanzés e babuínos modernos, H. erectus pode ter vivido em grandes grupos de machos para se protegerem de grandes predadores em locais mais abertos e expostos. Entretanto, padrões de dispersão, indicam que H. erectus geralmente evitavam áreas que tinham alta densidade de carnívoros. Além disso, é possível que o vínculo de machos com outros machos e de machos com fêmeas eram aspectos sociais importantes.
Os indivíduos masculinos de H. erectus eram cerca de 25% maiores do que as fêmeas - o que é ligeiramente maior do que o observado na espécie de Homo sapiens (que é de 15%), mas menor do que o observado no gênero anterior: Australopithecus (que era de 50%). A diminuição do dimorfismo sexual é especulada como um sinal de redução da concorrência entre os machos. Estudos sugerem que o dimorfismo sexual alcançou níveis próximos aos dos humanos modernos em torno do tempo do Homo erectus (há 2 a 0,5 milhões de anos). Sugere-se que os primeiros Homininae eram dimórficos e que isso diminuiu ao longo da evolução do gênero Homo, correlacionando com os seres humanos se tornando mais monogâmicos, enquanto os gorilas, que vivem em haréns, mostram um grande grau de dimorfismo sexual.

### Alimentação
O aumento do cérebro é, muitas vezes, associado com uma dieta rica em proteína animal e resultante de um maior consumo calórico. H. erectus pode ter sido o primeiro a usufruir de um comportamento caçador coletor como resposta à crescente dependência do consumo de carne.
Os sítios de H. erectus frequentemente estão associados a conjuntos de animais de médio a grande porte, como elefantes, rinocerontes, hipopótamos e javalis. H erectus teria reunido quantidades de sobras consideráveis, potencialmente indicando para o compartilhamento de comida e preservação de alimento. É possível que H. erectus tenha se tornado muito dependente de uma alimentação rica em proteína animal e é curioso que o desaparecimento do H. erectus de Levant esteja relacionado com o local de extinção do “elefante de presas retas”. Além disso, a dieta de H. erectus variava amplamente dependendo de suas localizações, como, por exemplo, em sítios de escavações em Israel (Gesher Benot Ya‘aqov), os indivíduos foram encontrados com diferentes tipos de frutas, sementes, nozes e tubérculos, assim como elefantes e cervos. Em um sítio do Quênia (Turkana Basin), foram encontrados animais aquáticos como tartarugas, crocodilos e peixes. E, em Java (Trinil H. K.), é muito possível que H. erectus coletava peixes e mariscos.

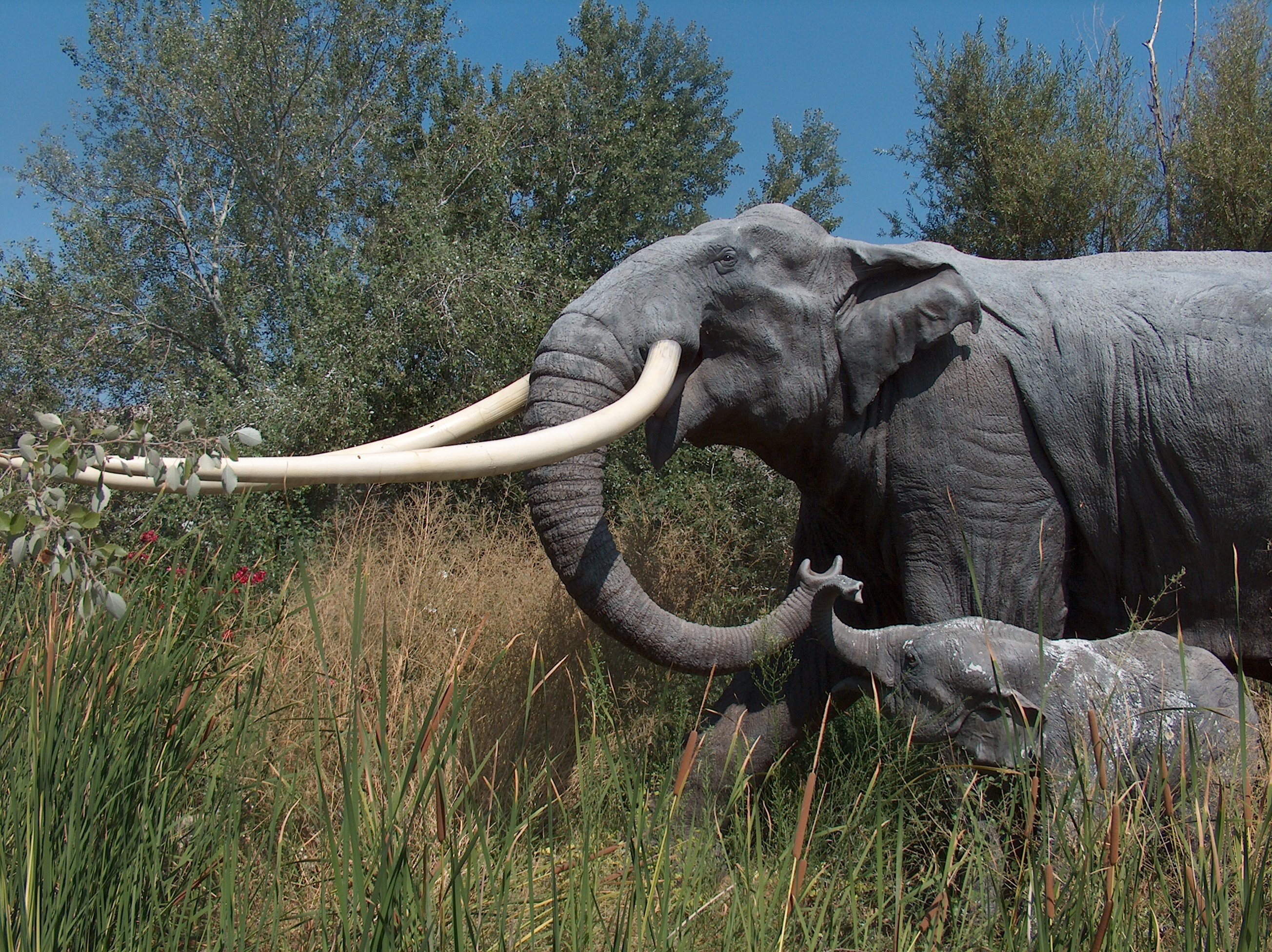
H. erectus comiam geralmente caças grandes como o elefante de presas retas (acima)

Em termos de arcada dentária, as bocas dos H. erectus não eram tão versáteis quanto as das espécies ancestrais, capazes de processar uma gama mais precisa de alimentos. Entretanto, ferramentas eram geralmente usadas para processar comidas duras, afetando assim o aparelho de mastigação, e essa combinação pode ter aumentado relativamente a flexibilidade dietética. Tal versatilidade pode ter permitido o H. erectus a habitar uma gama de ambientes diferentes e migrar para fora do continente Africano.
Em 1999, Richard Wrangham, um antropologista britânico, propôs a “hipótese culinária”, que estipula que H. erectus se especiou de seu ancestral H. habilis por conta do uso do fogo para cozinhar os alimentos, o que levaria a um aumento significativo do tamanho do cérebro entre essas duas espécies. As proteínas são mais facilmente digeridas quando cozidas, além disso, cozinhar os alimentos aumenta a absorção de nutrientes e elimina os patógenos contidos e comidas cruas, o que teria permitido um aumento do tamanho do grupo, causando uma pressão seletiva para socialização, requerendo maiores funções do cérebro. Entretanto, o registro fóssil não associa a emergência de H. erectus com o uso do fogo, nem com nenhum outro avanço tecnológico e o ato de cozinhar não se tornou uma prática comum até 400 mil anos atrás.

### Tecnologia

#### Ferramentas
H. erectus têm sido relacionados com a invenção das ferramentas acheulenses, que sucederam a os olduvaienses e foram os primeiros a fazer lascas de pedras maiores do que 10 cm e machados de mão. Em 1979, Thomas Wynn, um paleontologista americano constatou que o uso da tecnologia Acheuliana requer inteligência operacional, sendo mais complexa do que a Olduvaiense.
O registro mais antigo da tecnologia Acheuliana é de “West Turkana” no Quênia e é datado em 1.76 Ma. As pedras lascadas olduvaienses também são conhecidas neste sítio e as duas parecem ter coexistido por um tempo.

#### Fogo
H. erectus é creditado como o primeiro ancestral humano a ter usado fogo, apesar de que o momento dessa invenção ser bastante discutida, principalmente, pois as fogueiras são muito raras de serem encontradas e são mal preservadas em longos períodos de tempo. Os primeiros homens que faziam fogo, muito provavelmente, somente transportavam fogos de ocorrência natural para dentro de suas cavernas e os mantinham por algum período de tempo ou esporadicamente enquanto havia essa oportunidade. O fogo se torna mais abundante em mais registros fósseis depois de 400-300 mil anos atrás, o que poderia explicar como algum tipo de avanço nas técnicas e conhecimentos sobre controle do fogo ou que ancestrais humanos só utilizavam o fogo de forma esporádica até essa época. A evidência mais antiga de lareira é de Gesher Benot Ya’aqov, Israel, há mais de 700 mil anos atrás, quando o fogo é gravado em inúmeras camadas em áreas perto de água, o que não é uma característica de fogo natural.
A iluminação artificial pode ter levado a um aumento de horas que os H. erectus passavam acordados e essas horas adicionais foram utilizadas provavelmente para socialização. Por conta disso, o uso do fogo também é provável de estar ligado à origem da linguagem. Essa iluminação também pode ter permitido que os indivíduos dormissem no chão ao invés de nas árvores, pois puderam enxergar melhor predadores terrestres.
A migração para o clima frio da Era do Gelo na Europa pode ter sido possível somente por conta do fogo, mas evidências de uso do fogo na Europa é ausente até 400-300 mil anos atrás. Se os H. erectus europeus ainda não tivessem o fogo, seria muito difícil de assumir como se mantinham aquecidos, evitando predadores e preparavam gordura e carne animal para consumo; e a iluminação é menos comum mais ao norte. É possível que eles somente sabiam como conservar o fogo em determinados tipos de paisagens e preparavam comida distantes de casa. Uma alternativa é que H. erectus pode ter ido mais ao norte somente durante períodos interglaciais mais quentes - o que não requereria fogo, estoque de alimento - e seus padrões de dispersão indicam que eles, geralmente, ficavam em latitudes mais quentes (baixas a médias).

#### Construção

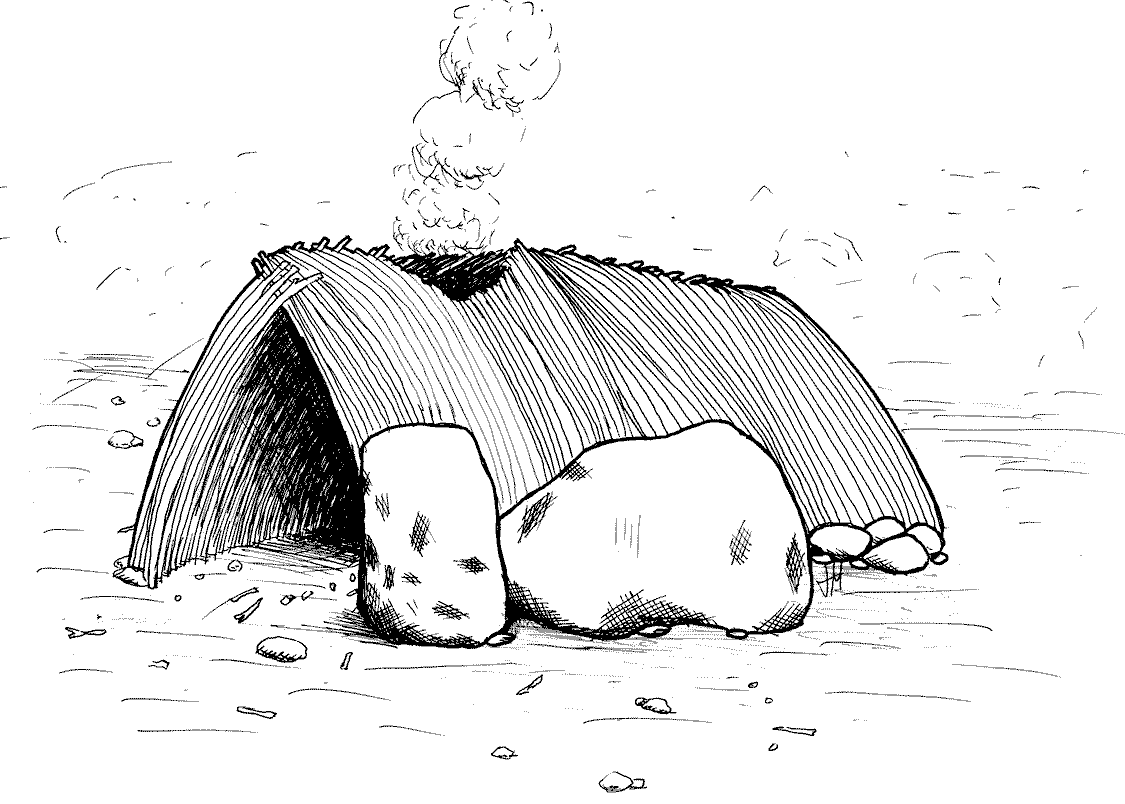
Reconstrução de uma habitação Terra Amata

Em 1962, um círculo feito com rochas vulcânicas, medindo 366 cm × 427 cm × 30 cm, foi descoberto em Olduvai Gorge, na Tanzânia. Com o espaçamento de 61-76 cm entre elas, as rochas foram empilhadas até 15–23 cm de altura. A paleoantropologista britânica Mary Leakey sugeriu que as pilhas de rochas foram usados para apoiar estacas cravadas no solo, possivelmente para apoiar um corta-vento ou uma cabana. Algumas tribos nômades dos dias modernos constroem paredões rochosos semelhantes para construir abrigos temporários, usando galhos verticais curvados como postes e usando grama ou couro animal como um tela. Datado de 1,75 milhões de anos, é a mais antiga evidência reivindicada de arquitetura.
Já na Europa, a evidência mais antiga de uma residência (e uma fogueira) vem de Přezletice, República Tcheca, há 700 mil anos durante o período interglacial Cromeriano. A base desta moradia mede cerca de 3 m × 4 m no exterior e 3 m × 2 m na parte interna e é considerada uma cabana com o teto firme, provavelmente com um telhado abobadado/arqueado feito de galhos grossos, apoiado por uma fundação de grandes rochas e terra, e provavelmente funcionou como um acampamento no período do inverno.
A primeira evidência de habitação em cavernas aparece na Caverna Wonderwerk, na África do Sul, há cerca de 1,6 milhões de anos, mas a evidência de uso de cavernas globalmente é esporádica até cerca de 600 mil anos.

#### Vestimenta

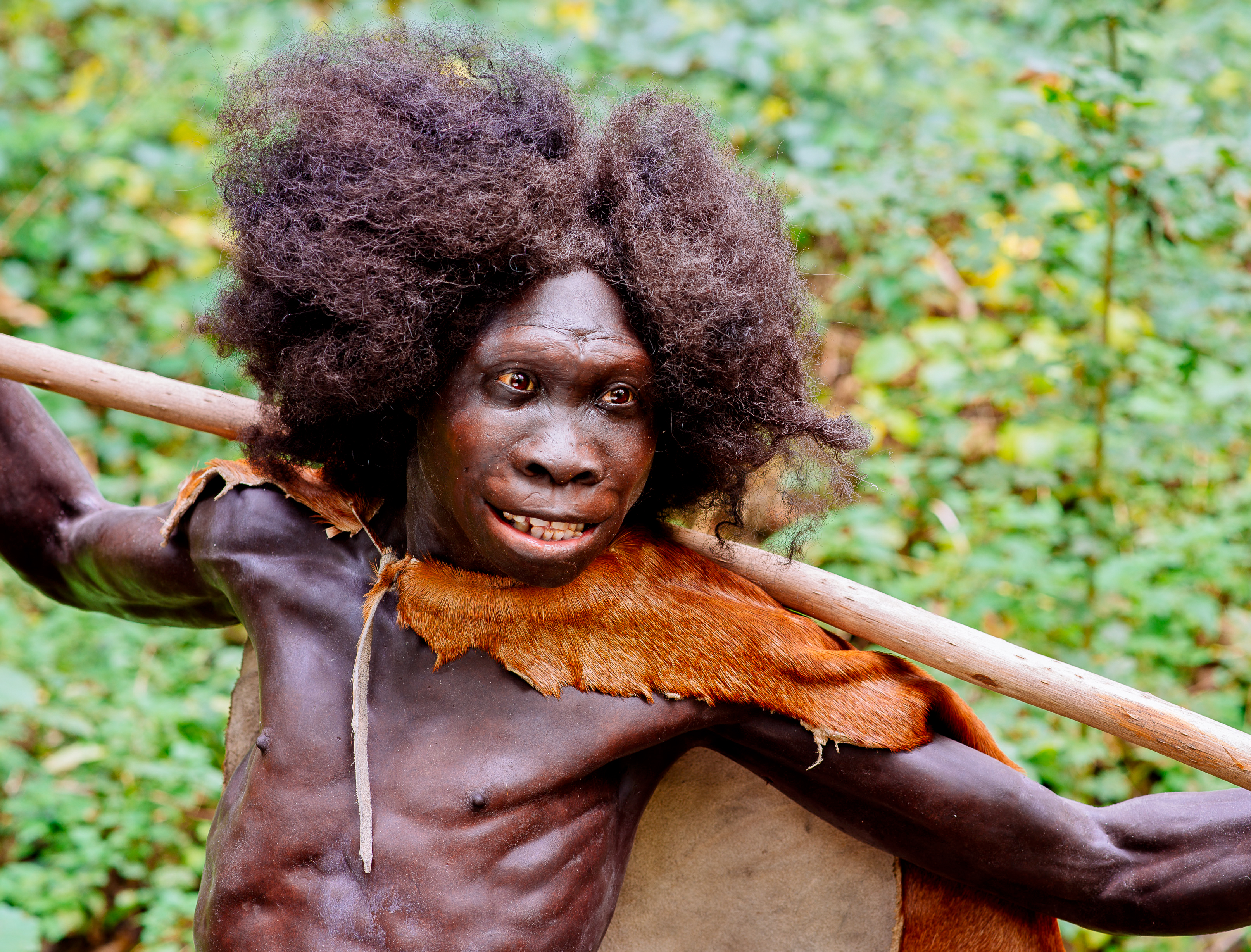
Homo erectus "Menino de Turkana" (detalhe) Nariokotome, Quênia, reconstrução no Museu Neandertal

Não está muito claro quando as roupas foram inventadas, com a estimativa mais antiga remontando a 3 milhões de anos para compensar a falta de pelos isolantes. Sabe-se que os piolhos da cabeça e do corpo (os últimos só podem habitar indivíduos vestidos) para os humanos modernos divergiram há cerca de 170 mil anos, bem antes de deixarem a África, o que significa que as roupas já eram usadas antes de encontrar climas frios na Europa, que coincidiria com o uso de vestimentas por H. erectus.

#### Navegação
Artefatos acheulianos descobertos em ilhas isoladas que nunca foram conectadas à terra no Pleistoceno podem mostrar a navegação de H. erectus já em 1 milhão de anos na Indonésia. Eles haviam chegado às ilhas de Flores, Timor e Roti, o que exigiria a travessia do estreito de Lombok (a linha Wallace), pelo menos antes de 800 mil anos. Também é possível que eles tenham sido os primeiros marinheiros europeus e tenham cruzado o estreito de Gibraltar entre o norte da África e a Espanha. Uma análise genética de 2021 dessas populações de ilhas de H. erectus não encontrou evidências de cruzamento com humanos modernos. A capacidade de navegação mostraria que o H. erectus tinha uma grande capacidade de planejamento, provavelmente meses antes da viagem. Da mesma forma, o Homo luzonensis é datado entre 771 mil e 631 mil anos atrás. Como Luzon sempre foi uma ilha do Quaternário, os ancestrais de H. luzonensis teriam que ter feito uma travessia marítima substancial e cruzado a Linha de Huxley.

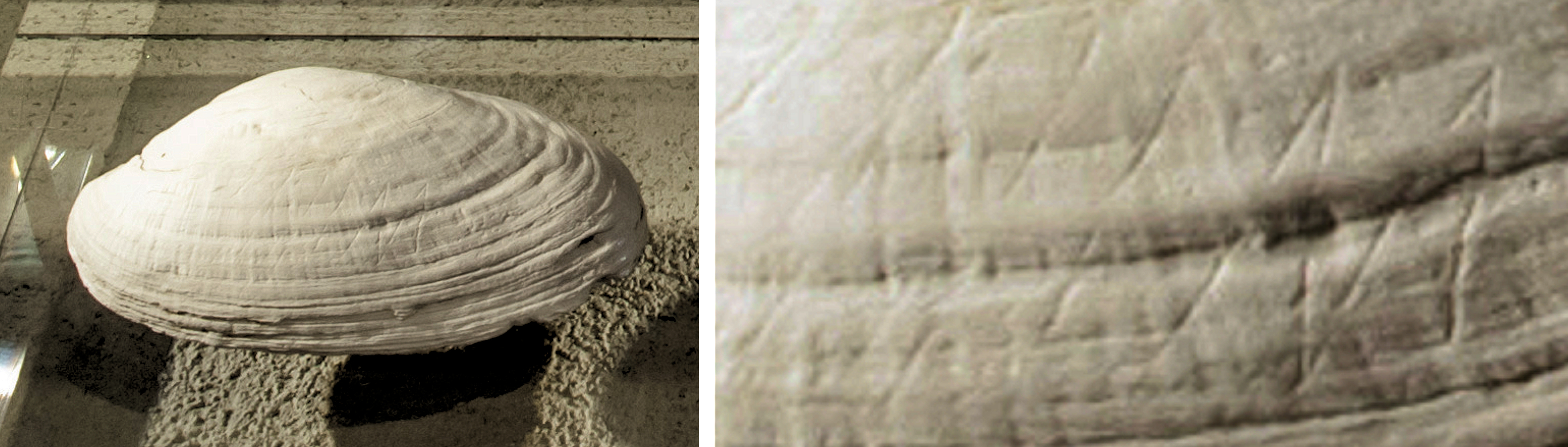
Concha do Homo Erectus com incisões geométricas, Centro de Biodiversidade Naturalis, Holanda (com detalhes)

### Artes e rituais
Uma concha de Pseudodonte gravada DUB1006-fL provavelmente produzida por um H. erectus com marcações geométricas pode ser uma evidência da primeira produção de arte, que remonta a 546-436 mil anos. As capacidades de criação de arte podem ser consideradas evidências de pensamento simbólico, que está associado à cognição e ao comportamento modernos. Em 1976, o arqueólogo americano Alexander Marshack afirmou que as linhas gravadas em uma costela de boi, associadas à litica acheuliana, de Pech de l'Azé, França, são semelhantes a um desenho de meandro encontrado na arte moderna humana em cavernas do Paleolítico Superior.

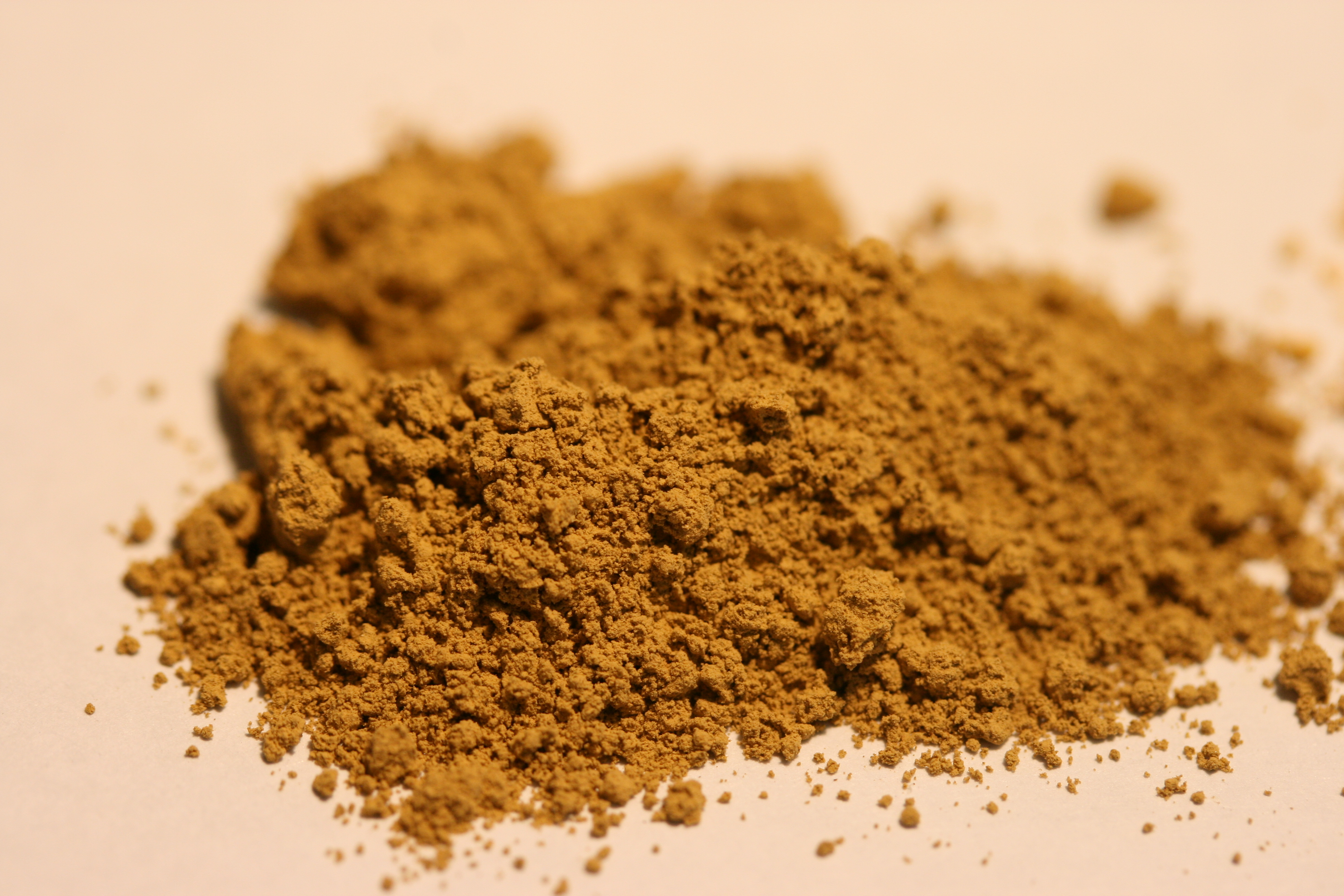
Ocre (pigmento)

H. erectus também foi o primeiro ser humano a coletar intencionalmente pigmentos de cor vermelha, ou seja, ocre, registrados já no Pleistoceno Médio. Como não está claro se H. erectus poderia ter usado ocre para qualquer aplicação prática, a coleção de ocre pode indicar que H. erectus foi o primeiro ser humano a exibir um senso de estética e pensar além da simples sobrevivência. Posteriormente, supõe-se que as espécies humanas usaram ocre como pintura corporal, mas, no caso do H. erectus, questiona-se se a pintura corporal foi usada tão cedo. Além disso, não está claro se os achados não são simplesmente incidentes isolados do uso de ocre, já que o ocre é muito mais prevalente em locais do Paleolítico Médio e Superior atribuídos a neandertais e H. sapiens.
Em 1999, os escritores de ciência britânicos Marek Kohn e Steven Mithen disseram que muitos machados de mão não exibem nenhum desgaste e foram produzidos em massa, e concluíram que esses líticos simétricos em forma de lágrima funcionavam principalmente como ferramentas de exibição para que os homens pudessem provar sua adequação às mulheres em algum ritual de namoro, e eram descartados posteriormente. No entanto, uma aparente falta de uso relatado provavelmente se deve à falta de estudos de uso e desgaste, e apenas alguns locais produzem uma soma exorbitante de machados de mão e provavelmente devido ao acúmulo gradual ao longo das gerações, em vez da produção em massa.

### Linguagem
Neurologicamente, todos os Homo têm cérebros de configuração semelhante e, da mesma forma, as áreas de Broca e Wernicke (responsáveis pela formulação da frase e pela produção da fala em humanos modernos) de H. erectus eram comparáveis às dos humanos modernos. No entanto, isso não é indicativo de nada em termos de capacidade de fala, pois até mesmo grandes chimpanzés podem ter expandido a área de Broca de forma semelhante, e não está claro se essas áreas serviram como centros de linguagem em humanos arcaicos. Um espécime de H. erectus de 1 ano de idade mostra que uma infância prolongada para permitir o crescimento do cérebro, que é um pré-requisito na aquisição da linguagem, não foi exibida nesta espécie.
A descoberta do "Menino de Turkana" (H. ergaster) em 1984 evidenciou que, apesar de sua anatomia semelhante ao do Homo sapiens, os erectus poderiam não ter sido capaz de produzir sons comparáveis a fala humana moderna. Baseado na anatomia do osso hioide, o H. erectus não tinha um aparelho vocal semelhante ao humano e, portanto, não cumpria os pré-requisitos anatômicos para um nível de fala humano moderno. Entretanto, o aumento do tamanho do cérebro e da complexidade cultural em conjunto com o refinamento tecnológico, e a hipótese de que neandertais e humanos modernos podem ter herdado capacidades de fala do último ancestral comum, podem indicar que H. erectus usou alguma protolinguagem e construiu a estrutura básica das linguagens modernas. No entanto, este ancestral pode ter sido H. heidelbergensis, visto que um osso hióide encontrado de um espécime de 530 mil anos da caverna espanhola Sima de los Huesos se mostrou semelhante ao dos humanos modernos, e outro espécime da mesma área mostra uma capacidade auditiva sensível o suficiente para captar a fala humana.
Esta inferência é desafiada pela descoberta em Dmanisi, na Geórgia, de uma vértebra de H. ergaster / erectus (pelo menos 150 mil anos antes do Menino de Turkana) que reflete capacidades vocais na faixa de H. sapiens. Tanto o tamanho do cérebro como a presença da área de Broca também suportam o uso da linguagem articulada. O aumento da capacidade craniana também levou a criação de ferramentas mais sofisticadas ocasionalmente encontradas com  os fósseis.

## Extinção
A última ocorrência registrada do Homo erectus é de 117.000-108.000 anos atrás em Ngandong, Java de acordo com um estudo publicado em 2019.
Em 2020 pesquisadores relataram que o Homo erectus e o Homo heidelbergensis perderam mais da metade do seu nicho climático logo antes de sua extinção indicando que a mudança climática teve um papel muito significativo na extinção de espécies passadas do gênero Homo. Além disso, um estudo da Universidade Nacional Australiana, publicado na revista científica PLoS One em 2018, defende que "preguiça" do Homo erectus aliada à incapacidade de se adaptar às alterações climáticas desempenhou um papel determinante na extinção desta espécie, com base em achados obtidos em escavações que datam de 2014 em Saffaqah, na Arábia Saudita.
Para fazer as suas ferramentas de pedra, usava as pedras que encontrava à volta do seu acampamento e que eram de qualidade comparativamente mais baixa" em vez de procurarem em locais mais afastados e as transportarem de distâncias mais longas. Apesar de existir um "grande afloramento rochoso de pedra de qualidade" a uma curta distância da colina onde se instalou esta comunidade em causa de Homo Erectus, a espécie preferiu usar pedras recolhidas nas imediações do seu habitat.
Esta atitude do Homo erectus contrasta com os hábitos do Homo sapiens e Neandertais, que escalavam montanhas e percorriam grandes distâncias para encontrar pedras ou paus de boa qualidade.
As amostras de sedimento mostram que o ambiente em redor estava a mudar, enquanto eles faziam exatamente as mesmas coisas com as mesmas ferramentas.

## Fósseis

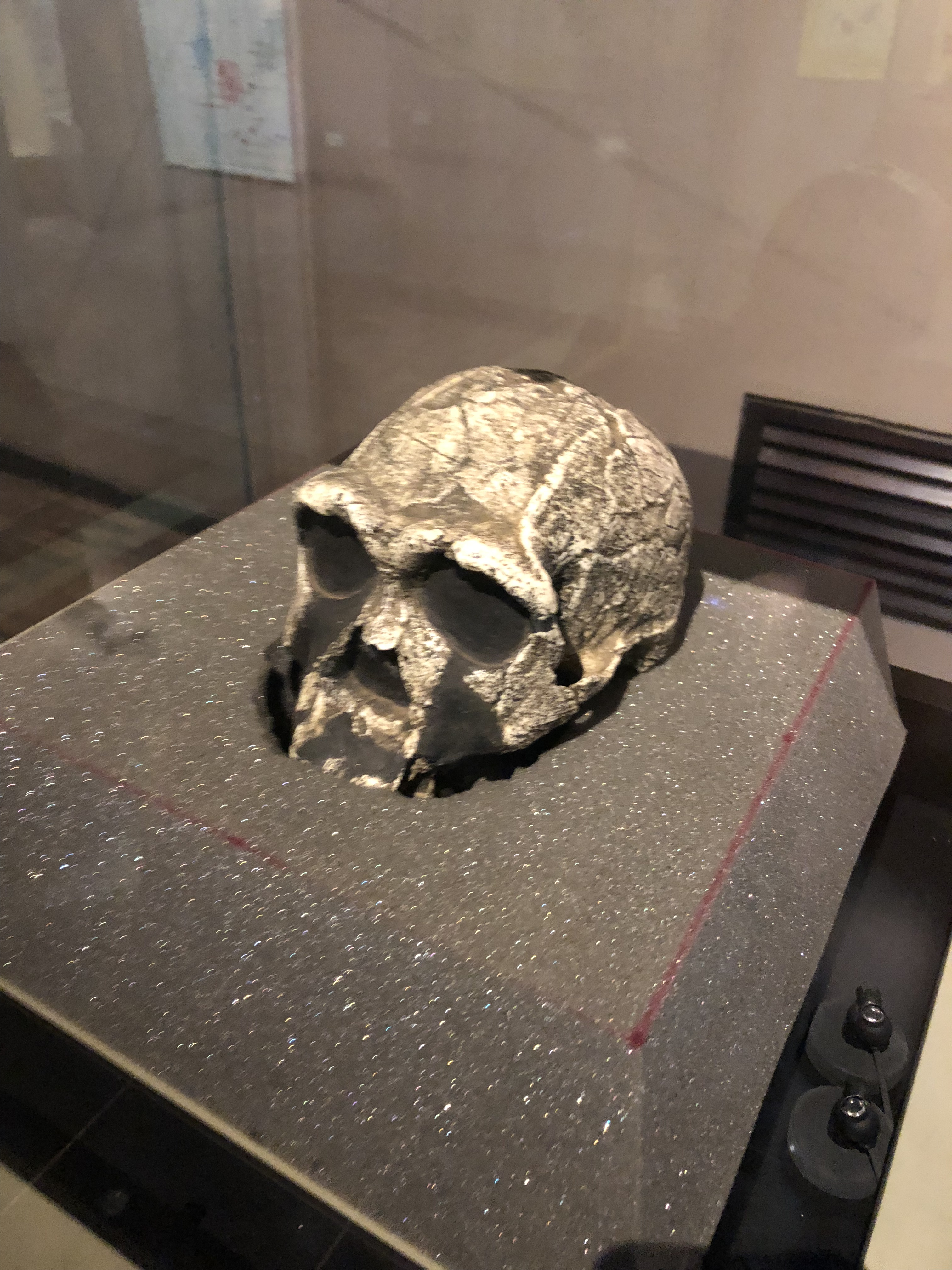
Crânio original do Homo erectus KNM ER 3733

A caverna inferior da caverna de Zhoukoudian, na China, é um dos sítios arqueológicos mais importantes do mundo. Lá foram encontrados restos mortais de 45 Homo erectus e milhares de instrumentos. A maioria destes restos se perdeu durante a Segunda Guerra Mundial, com exceção de dois elementos da parte posterior do crânio que foram redescobertos na China em 1951 e quatro dentes humanos do 'Monte Osso de Dragão'.
Novas evidências apontam que os ossos da caixa craniana do Homo erectus não são particularmente espessos, como se pensava anteriormente. Testes revelaram que nem o Homo erectus asiático nem o africano possuem esses ossos cranianos especialmente grandes.

### Coleções de fósseis
Alguns dos fósseis de Homo erectus mais notáveis:
- Indonésia (ilha de Java): Trinil 2, coleção Sangiran , coleção Sambungmachan,[116] Coleção Ngandong
- China: Lantian (Gongwangling e Chenjiawo), Yunxian, Zhoukoudian, Nanjing, Hexian
- Kenya: KNM ER 3883, KNM ER 3733
- Vietnã: Tham Khuyen,[117] Hoa Binh
- República da Geórgia: Coleção Dmanisi ("Homo erectus georgicus")
- Etiópia: Crânio de Daka, Daka calvaria
- Eritreia: Buia cranium (possivelmente H. ergaster)[118]
- Província de Denizli, Turquia: Fóssil Kocabas[119]
- Drimolen, África do Sul: DNH 134[120]